# Tartu Rock
Tartu Ülikooli Korvpallimeeskond (deutsch Universität Tartu Basketballmannschaft) ist eine Basketballmannschaft aus Tartu in Estland. Sie spielt in der estnischen Basketballliga sowie in der Baltic Basketball League (BBL) und gehört zum Tartu Ülikooli Akadeemiline Spordiklubi der Universität Tartu. Der Verein wurde 1945 als Universitätsmannschaft gegründet und war formal von 1992 bis 1999 von der Universität unabhängig, bevor ab Februar 2000 die Universität wieder als Namensgeber und (Co-)Sponsor in Erscheinung trat. Zwischen 2001 und 2011 spielte die Mannschaft unter dem Namen Tartu Ülikool/Rock oder auch kurz Tartu Rock.

## Geschichte
Tartu Ülikool gehörte nach seiner Gründung zunächst zu den dominierenden Mannschaften in Estland und gewann bis 1959 acht estnische Meisterschaften in zwölf Jahren. Zudem gewann man als zunächst einziger estnischer Verein 1949 die Meisterschaft der Sowjetunion, in den darauffolgenden Jahren wurde man in diesem Wettbewerb 1950 Zweiter und 1951 Dritter. Erst 1969 konnte man an diese Erfolge anschließen und wurde von 1969 bis 1978 estnischer Meister mit Ausnahme des Jahres 1971. 1979 gelang noch ein weiter Erfolg im estnischen Pokalwettbewerb, nachdem man in der Vergangenheit sechsmal das Double aus Meisterschaft und Pokal gewonnen hatte.
Erst nach der Rückkehr der Mannschaft zur Universität Tartu stellten sich ab dem Jahr 2000 erneute Erfolge ein. Im Jahr 2000 und 2001 gewann man jeweils das estnische Double und 2002 einen weiteren Pokalsieg. Nach einem erneuten Double 2004 konnte man 2007 und 2008 erneut die Meisterschaft erringen, wobei man 2008 erstmals auch international auf sich aufmerksam machen konnte und in das Final-Four-Turnier des FIBA EuroCups einzog. Dort reichte es nach zwei Niederlagen jedoch nur zu einem vierten Platz. Während man auf nationaler Ebene zwischen 2009 und 2011 drei Pokaltitel in Folge und 2010 zudem die Meisterschaft. In der seit 2004 bestehenden Baltic Basketball League erreichte man 2009 erstmals das Final Four Turnier, nachdem man als letztqualifizierte Mannschaft der Hauptrunde im Viertelfinale den nationalen Erzrivalen BC Kalev ausschalten konnte. Als Gastgeber des Endrundenturniers wurde man Dritter hinter den beiden führenden litauischen Vereinen Lietuvos rytas Vilnius und Žalgiris Kaunas. Im Champions Cup der Baltic Basketball League gewann man 2010 als Gastgeber gegen Lietuvos Rytas und verlor 2011 als Titelverteidiger vor heimischem Publikum gegen VEF Rīga.

## Bisherige Sponsorennamen
- Bis 001952: Tartu Ülikooli Spordiklubi
- 1952–1992: Tartu (Riiklik) Ülikool
- 1992–1997: Tartu Korvpalliklubi, dazwischen
- 1993–1994: Raidor
- 1994–1995: Tartu Gaas
- 1997–1999: Tartu SK Polaris
- 1999–2001: Tartu Ülikool-Delta
- 2001–2011: Tartu Ülikool/Rock

## Bekannte Spieler
| - Tanel Tein 1993–2003, 2005–2010 - Tarmo Kikerpill 1994–2005, 2006/07 - Marek Doronin seit 1998 - Silver Leppik seit 2002 - Martin Müürsepp 2006/07 - Gert Kullamäe 2006–2009 (Trainer seit 2012) - Giorgi Zinzadse 2006–2009, 2010/11 | - Brian Cusworth 2007/08 - Tanoka Beard 2008/09 - Wiktor Sanikidse 2008/09 - Sten-Timmu Sokk seit 2008 - Scott Morrison 2009/10 - Rain Veideman 2010–2012 |